# Полет 90 на „Еър Флорида“
Полет 90 на „Еър Флорида“ е редовен вътрешен пътнически полет в Съединените американски щати, който се управлява от „Еър Флорида“ от националното летище „Вашингтон“ (сега национално летище „Роналд Рейгън Вашингтон“) до международното летище „Форт Лодърдейл – Холивуд“, с междинно кацане на международното летище „Тампа“. На 13 януари 1982 г. самолетът „Боинг 737-222“, който изпълнява полета, се разбива в мост на 14-а улица над река Потомак точно след излитане от националното летище „Вашингтон“.
След като се удря в моста, по който минава междущатска магистрала 395 между Вашингтон, окръг Колумбия, и окръг Арлингтън, Вирджиния, самолетът удря седем превозни средства с хора в тях и унищожава 30 м предпазна релса, преди да падне през леда в река Потомак. Машината превозва 74 пътници и 5 членове на екипажа. Само 4 пътници и 1 член на екипажа (стюардесата Кели Дънкан) са спасени от катастрофата и оцеляват. Друг пътник, Арланд Д. Уилямс, помага при спасяването на оцелели, но се удавя, преди да може да бъде спасен. Четирима шофьори на моста също загиват. Оцелелите са спасени от ледената река от цивилни и спасители. Президентът Роналд Рейгън приветства тези действия по време на речта си за състоянието на Съюза 13 дни по-късно.
Националният съвет за безопасност на транспорта установява, че причината за инцидента е пилотска грешка. Пилотите не успяват да включат вътрешните системи за защита от лед на двигателите, използват обратна тяга в снежна буря преди излитане, опитват се да използват реактивните изгорели газове на самолета, за да разтопят леда и не успяват да се откажат от излитането дори след като откриват проблем със захранването по време на рулиране и натрупване на лед и сняг по крилата. Изводите от катастрофата стават широко използван казус както за екипажите на самолетите, така и за спасителните работници.